# Poppodium

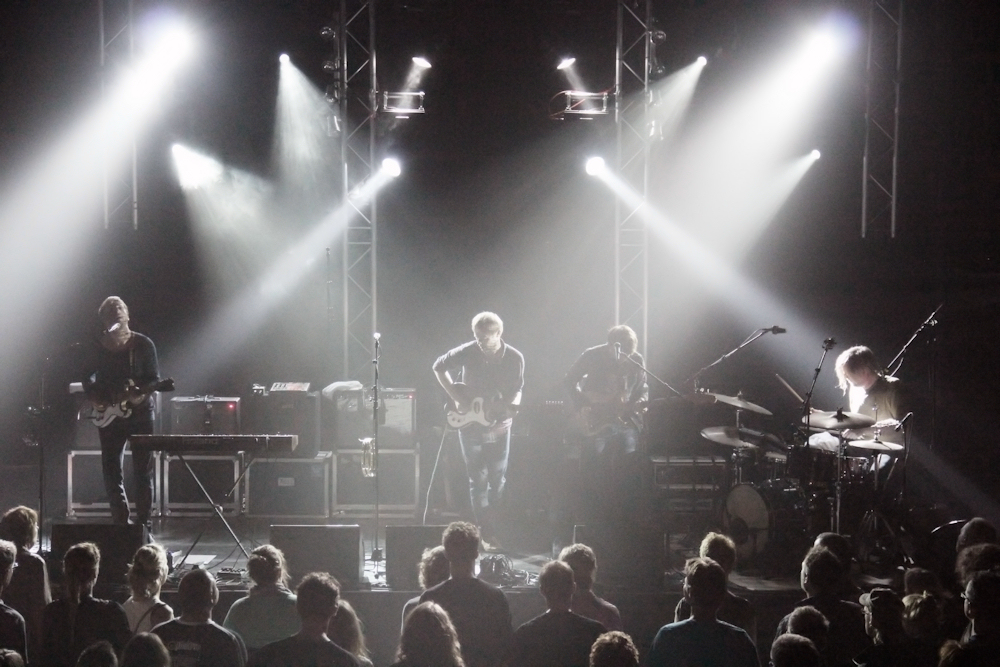
Een optreden van Moss in voormalig Poppodium Apollo in Emmen.

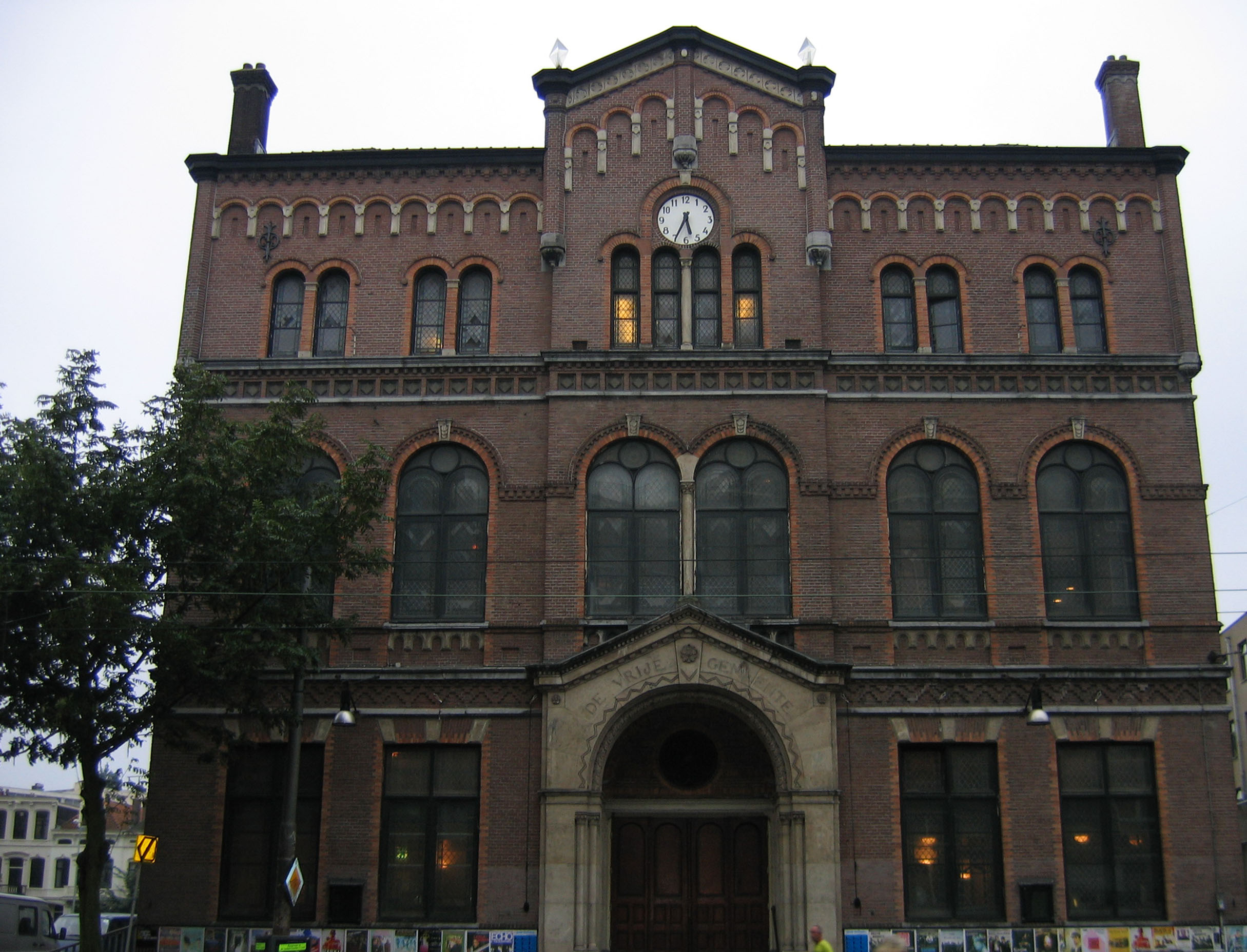
'Poptempel' Paradiso aan het Leidseplein in Amsterdam

Een poppodium is een locatie waar concerten en andere culturele evenementen plaatsvinden. Zij programmeren veelal zelf het aanbod vanuit een stichting. Dit in tegenstelling tot commerciële evenementenlocaties als de Ziggo Dome en Brabanthallen. Ook trachten ze vaak een culturele toevoeging te bieden aan de maatschappij, waardoor poppodia gekenmerkt worden door meer diversiteit aan muziek- en culturele optredens. In veel gevallen wordt dit gesubsidieerd of op een andere manier (mede) gefinancierd door giften, en werken er vrijwilligers. Het zijn meestal kleinere zalen in vergelijking met theaterzalen of concertzalen.

## Nederland
Bekende voorbeelden van poppodia in Nederland zijn Paradiso, De Melkweg, Het Paard, TivoliVredenburg en 013. Laatstgenoemde is het grootst met een capaciteit van 3000 bezoekers in de grote zaal. Sommige podia in Nederland voldoen aan de criteria van kernpodium waardoor ze recht hebben op speciale subsidieregelingen vanwege de muziekprogrammering.

## Werkzaamheden
Een poppodium heeft (minimaal) drie belangrijke afdelingen in de uitvoering en marketing van concerten en evenementen: 
Marketing: het aantrekken van bezoekers en het programmeren van artiesten, aangepast aan de doelgroepen.
Productie: alle technische, logistieke en planmatige voorbereiding en uitvoering.
Hospitality: de dienstverlening richting de bezoekers én artiesten: de ontvangst, garderobe, bar, kleedkamers, et cetera.

## Links

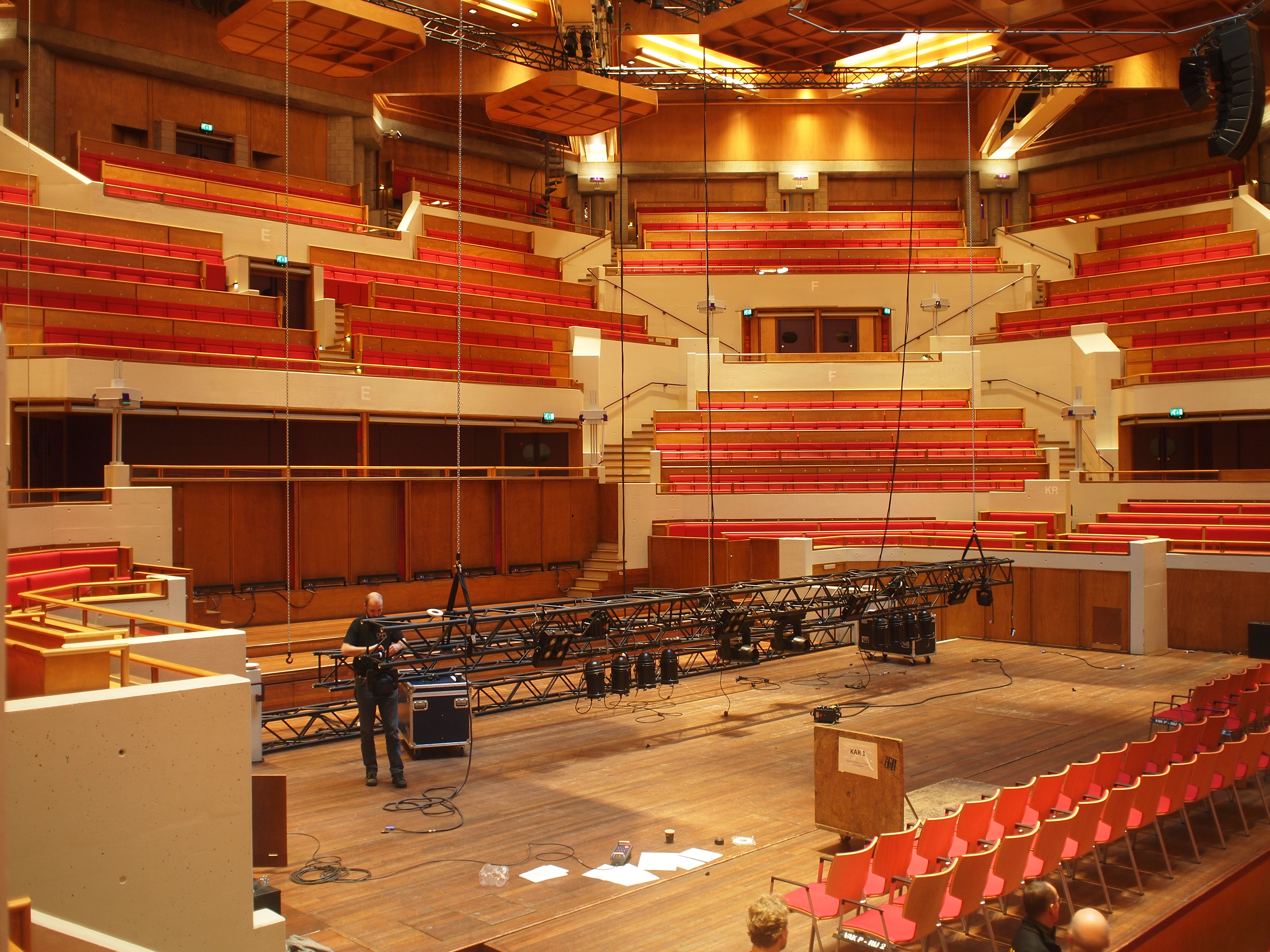
De Grote Zaal van TivoliVredenburg.

Zie ook: 
- Festival
- Popmuziek
- Concertzaal

- Website van de Vereniging Nederlandse Poppodia en Festivals (VNPF)